# Midland Railway

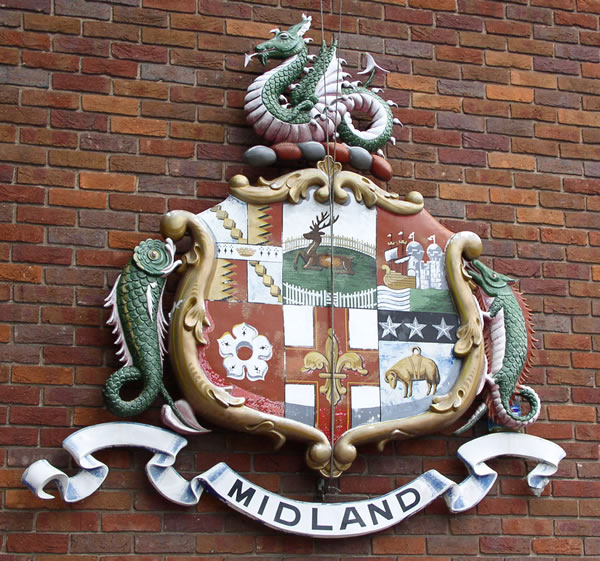
Armoiries de la Midland Railway Co.

La Midland Railway (Chemin de fer des Midlands, MR) était une société de chemin de fer au Royaume-Uni, qui a existé de 1844 à 1922 où, à la suite du Railways grouping act (en) elle est devenue une partie du London, Midland and Scottish Railway.

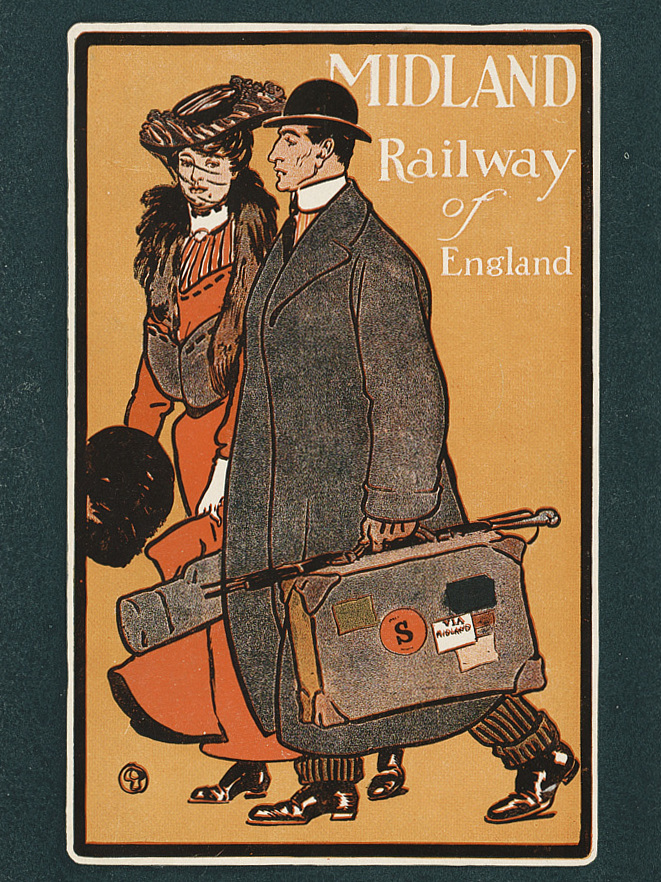
Midland Railway

Au début, la ligne principale de la MR, maintenant connu sous le nom de Midland Main Line, reliait l'East Midlands à Londres (gare de Saint-Pancras) et à Leeds. Finalement, le Midland (siège social à Derby) exploitait un vaste réseau de lignes de chemin de fer centré sur l'East Midlands, et les grandes lignes en direction de Birmingham et Bristol, et une autre vers Manchester. L'inauguration en 1879 de la ligne de Settle à Carlisle (en) donne au Midland un accès à l’Écosse. En fin de compte, ils étaient les seuls chemins de fer de l'époque de posséder ou partager toutes les lignes de l'Angleterre, d'Écosse, du Pays de Galles et de l'Irlande[réf. nécessaire].